# Orochernes ganziensis
Espèce
Orochernes ganziensis est une espèce de pseudoscorpions de la famille des Chernetidae.

## Distribution
Cette espèce est endémique du Sichuan en Chine.

## Description
Les mâles mesurent de 2,04 à 2,43 mm et les femelles de 2,50 à 2,73 mm.

## Étymologie
Son nom d'espèce, composé de ganzi et du suffixe latin -ensis, « qui vit dans, qui habite », lui a été donné en référence au lieu de sa découverte, la préfecture autonome tibétaine de Garzê.

## Publication originale
- Gao & Zhang, 2019 : First record of the genus Orochernes (Pseudoscorpiones: Chernetidae) from China, with description of a new species. Zootaxa, no 4612(1), p. 126-132.